# The Platinum Collection (Queen)
The Platinum Collection è una raccolta dei Queen pubblicata nell'autunno del 2000.

## Storia
Venne pubblicato un anno dopo l'uscita della raccolta Greatest Hits III, pubblicata alla fine del 1999. 
In occasione del 40º anniversario, nel 2011, la raccolta è stata rimasterizzata insieme a tutto il resto del catalogo dei Queen per conto della Island. La nuova versione del cofanetto utilizza tre custodie separate di tipo Super Jewel Box, per ogni CD, invece la vecchia versione utilizzava una custodia jewel case multipla, che conteneva tutti i 3 CD insieme.

## Accoglienza
Ha venduto 1 milione di copie in Italia.

## Tracce
Greatest Hits
1. Bohemian Rhapsody - 5:58
2. Another One Bites the Dust - 3:36
3. Killer Queen - 3:01
4. Fat Bottomed Girls (Single Version) - 3:24
5. Bicycle Race - 3:03
6. You're My Best Friend - 2:52
7. Don't Stop Me Now - 3:31
8. Save Me - 3:48
9. Crazy Little Thing Called Love - 2:42
10. Somebody to Love - 4:56
11. Now I'm Here - 4:14
12. Good Old-Fashioned Lover Boy - 2:55
13. Play the Game - 3.33
14. Flash (Single Version) - 2:48
15. Seven Seas of Rhye - 2:50
16. We Will Rock You - 2:01
17. We Are the Champions - 2:57

Greatest Hits II
1. A Kind of Magic - 4:22
2. Under Pressure (edit) (con David Bowie) - 3:56
3. Radio Ga Ga - 5:44
4. I Want It All (Single Version) - 4:02
5. I Want to Break Free (Single Version) - 4:18
6. Innuendo - 6:28
7. It's a Hard Life - 4:05
8. Breakthru - 4:08
9. Who Wants to Live Forever (edit) - 4:57
10. Headlong (Edit) - 4:33
11. The Miracle - 4:55
12. I'm Going Slightly Mad (Vinyl Edit) - 4:08
13. The Invisible Man - 3:57
14. Hammer to Fall (Single Version) - 3:40
15. Friends Will Be Friends - 4:08
16. The Show Must Go On (Vinyl Edit) - 4:24
17. One Vision (Single Version) - 4:02

Greatest Hits III
1. The Show Must Go On (Live) (Queen + Elton John) - 4:35
2. Under Pressure (Rah Mix) (Queen + David Bowie)
3. Barcelona (Freddie Mercury + Montserrat Caballé) - 4:25
4. Too Much Love Will Kill You - 4:19
5. Somebody to Love (Live) (Queen + George Michael)
6. You Don't Fool Me - 5.22
7. Heaven for Everyone - 4:37
8. Las palabras de amor (The Words of Love) - 4:29
9. Driven By You (Brian May) - 4:09
10. Living on My Own  (Julian Raymond mix)  (Freddie Mercury) - 3.37
11. Let Me Live - 4:45
12. The Great Pretender (Freddie Mercury) - 3:25
13. Princes of the Universe - 3:29
14. Another One Bites the Dust (Queen + Wyclef Jean) - 3:32
15. No-One but You (Only the Good Die Young) - 4.11
16. These Are the Days of Our Lives - 4:15
17. Thank God It's Christmas - 4:17

## Classifiche
| Classifica (2020) | Posizione |
| ----------------- | --------- |
| Portogallo        | 73        |
| Classifica (2023) | Posizione |
| Portogallo        | 63        |